# Краун Појнт (Индијана)
Краун Појнт (енгл. Crown Point) град је у америчкој савезној држави Индијана.

## Демографија
По попису из 2010. године број становника је 27.317, што је 7.511 (37,9%) становника више него 2000. године.
| Група             | 2000.          | 2010.          |
| Белци             | 18.354 (92,7%) | 22.606 (82,8%) |
| Афроамериканци    | 280 (1,4%)     | 1.711 (6,3%)   |
| Азијати           | 195 (1,0%)     | 484 (1,8%)     |
| Хиспаноамериканци | 793 (4,0%)     | 2.213 (8,1%)   |
| Укупно            | 19.806         | 27.317         |